# 華爾街14號

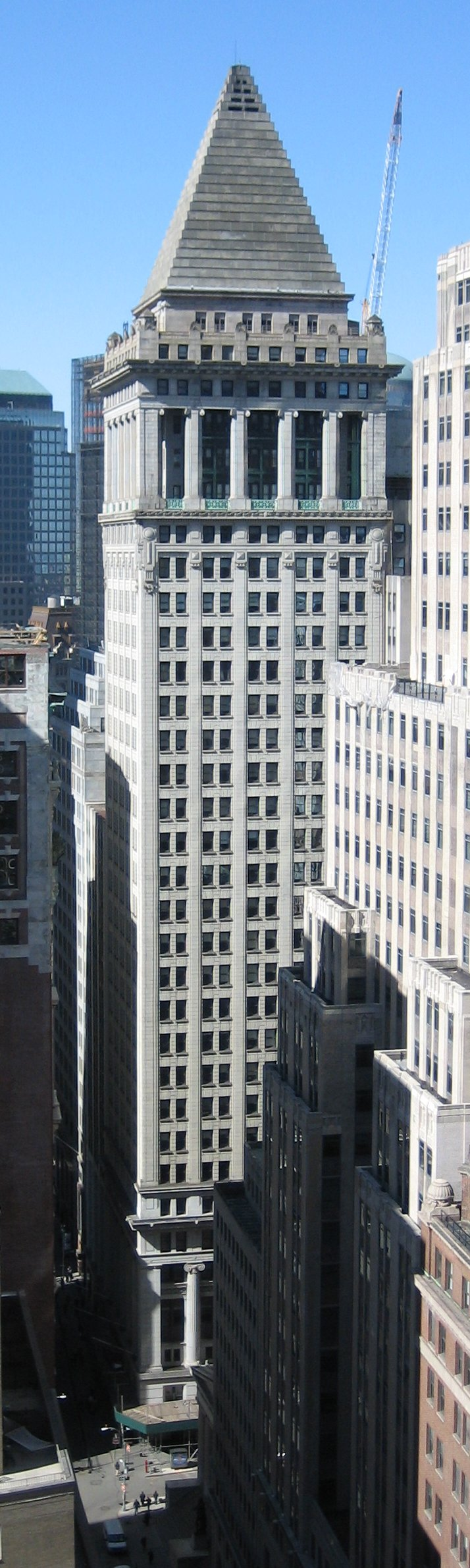
華爾街14號

40°42′28″N 74°00′39″W / 40.70778°N 74.01083°W
華爾街14號（英語：14 Wall Street）是位於紐約市華爾街14號的一棟摩天大樓，最初的名稱是銀行人信託公司大樓（英語：Bankers Trust Company Building）。華爾街14號修建於1910年至1912年，設計者是Trowbridge & Livingston，是一座新古典主義風格建築，曾是信託銀行的總部。1997年1月14日，華爾街14號被列入紐約市地標。

## 外部連結
- Official website （页面存档备份，存于）
- Emporis.com （页面存档备份，存于） – Building ID 114527